# Hans Wolfgang von Salis
Freiherr Hans Wolfgang von Salis (* 1580; † 22. April 1639 in Wismar) war kaiserlicher Feldzeugmeister, Inhaber eines Regiments zu Fuß, Kämmerer sowie Komtur des Deutschen Ritterordens.

## Herkunft
Er entstammt der älteren katholischen Regensburger Linie der Familie Salis. Seine Eltern waren der bayrische Oberstleutnant Albert von Salis († 1597) und dessen Ehefrau Margerethe von Porta. Seine Schwester Anna Maria (* 1590; † 1652) wurde Fürstäbtissin von Stift Niedermünster.

## Leben
Er ging jung in kaiserliche Dienste unter Kaiser Rudolf II. Er nahm als Fähnrich dann am Feldzug in Ungarn teil und wurde 1606 zum Hauptmann befördert. In Deutschland brach der Dreißigjährige Krieg aus und Salis wurde 1619 Obristwachtmeister im Regiment Buquoi, 1624 Oberstleutnant im Regiment Hatzfeld und 1628 Oberst. Im Jahr 1631 wurde er dann Sergeant General de bataille. Bereits am 19. Januar 1632 wurde er vom Kaiser in den Freiherrenstand erhoben (er erbte ihn von Rudolf von Salis († 1600)) sowie zum Pannerherr des heiligen römischen Reich. Der bayrische Kurfürst Maximilian machte in zum Geheimen Kriegsrat. 1632 erkrankte der Feldmarschall Tilly, Salis erhielt vertretungsweise das Kommando über die Armee, anschließend wurde er zum Kommandanten von Ingolstadt ernannt. Als solcher verteidigt er am 23. April die Festung gegen die Schweden. 1633 wurde er zum Gouverneur von Regensburg ernannt. Im Jahr 1634 wurde er zum Generalleutnant und 1635 zum General-Feldzeugmeister befördert. Am 30. April 1636 erhielt er das erledigte Regiment Thun. Das Regiment nahm dann am Pommernfeldzug teil und war 1637 an der Einnahme von Wolgast beteiligt. Anschließend war es 1638 und 1639 bei der Hauptarmee in Böhmen (nach dem Tod von Salis wurde er aufgelöst).
Am 1. Mai 1639 hatte Salis das Pech bei Ruppertsgrün in Sachsen auf das Korps des schwedischen Generalmajors Pfuel zu treffen. Dabei wurde das Korps des Generals Salis aufgerieben, es konnten nur wenige entkommen. Der General selber geriet in Gefangenschaft. Es folgte nun Verhandlung über einen Austausch von kriegsgefangenen Offizieren. Dieser zog sich aber hin. Salis wurde zunächst in Stralsund und dann in Wismar interniert. Dort starb er 1639. Sein Leichnam wurde nach Regensburg überführt, wo er in der Kirche der Augustiner-Eremiten beigesetzt wurde (sein Herz kam nach Niedermünster, ebenso Helm und Waffen).

## Familie
Salis heiratete 1620 Johanna Elisabeth von Münchhausen (* 1584; † vor 1633), Witwe des Franz von Stockhausen († 1619), eine Tochter des Statius von Münchhausen (1555–1633) – Herr auf Leitzkau, Grohnde, Stegerberg, Botzheim, Vienenburg und anderen – und der Anna von Lattorff († 5. Dezember 1600). Durch die Heirat wurde Salis Pfandinhaber der dem fürstlichen Stift Corvey lehenrührigen adeligen Güter und dadurch Mitglied der reichsunmittelbaren Ritterschaft in Franken. Nach seinem Tode gingen diese Güter auf den kaiserlichen Oberstleutnant Johann Peter Salis (jüngere Regensburger Linie über).
1634 wurde er als Witwer beim deutschen Orden als Komtur zu Regensburg und Gangowen aufschworen.